# Наталија Совјетна
Наталија В. Совјетна (рус. Наталья Викторовна Советная), је рођена 29. априлa 1956. године у насељу Јантарни, Приморски рејон, Калининградска област, СССР. Позната је као руска и белоруска књижевница, песникиња, прозаик, публицисткиња, књижевна критичарка, јавна личност.

## Образовање
Совјетна је рођена у официрској породици. Завршила је десетогодишњу школу у Городку, Витепска област, Белоруска СССР. Образовање је наставила на Лењинградском педагошком институту А.И. Герцена, потом и на Лењинградском универзитету. Стекла је титулу кандидата (доктора) психологије, а потом се посветила књижевности.

## Књижевна дела
Ауторка је 13 књига поезије, прозе, публицистике, које су објављиване у Русији и Белорусији, а најпознатије су:
- Цвет на мразу (рус. Цветок на морозе, 2006)
- У потрази за благом (рус. В поиске сокровища, 2008)
- Иза краја света (рус. За краем света, 2010)
- Тајна руског Цара (рус. Тайна русского Царя, 2010)
- Два поклона (рус. Два поклона, 2015)
- Видети ветар (рус. Увидеть ветер, 2014)
- Струк траве (рус. Пучок травы, 2015)
- Венчићи златни (рус. Венчики златые, 2016)
- На земаљском чираку (рус. На земном подсвечнике, 2016)
- Једна судба (рус. Одна судьба, 2018)
- Погађај вољивим срцем (рус. Угадывай любящим сердцем, 2019)
- У крају светлом обасјане земље (рус. В краю светозарной земли, 2020)[3].

Многе песме Наталије Совјетне су преведене на белоруски, украјински, енглески и руски језик. На основу поетских и публицистичких радова лексикограф А.П. Бесперстих је саставио три речника епитета (2016, 2018, 2019).
Осим књижевних текстова Совјетна је позната и по бројним публицистичким текстовима, где се осврће на тренутно стање у књижевности, додељеним књижевним наградама, рецензије дела савремених аутора и представљање савремене руске и белоруске поезије.

## Признања и награде
Члан је Удружења књижевника Русије, Удружења књижевника Белорусије, Удружења књижевника Савезне државе. Председница је организационог комитета Међународног конкурса лирско-патриотске поезије имена песника и ратника Игора Григорјева (1923-1996) и књижевних читања И. Григорјева у Пушкиновој кући.
Победница је и лауреат републичких, сверуских и међународних књижевних конкурса. Добитница је бројних награда, као и медаља: Василије Шукшин (2014), Сверуске награде А.К.Толстоја (1817-1875), (2016), Песник и ратник Игор Н. Григорјев (1923-1996), орден Фонда за мир За веру и верност (Москва, 2016). Сребрни је лауреат Међународног словенског књижевног форума Златни Витез, 2019.

## Веза са Србијом
У 2020. години, у издању Еверест Медие и Пројекта Растко у Београду је изашла збирка песама Наталије Совјетне У земљи сунцем објасјаној, коју је са руског језика превела Дајана Лазаревић. Предговор збирци је написао проф. др Алексеј Љубомудров. Совјетна је написала и предговор збирци И.Григорјева, који је такође превела на српски језик иста преводитељка.